# Joaquima Casas Cuscoy
Joaquima Casas Cuscoy (Gerona, 31 de enero de 1931-El Cairo, 24 de julio de 2019) fue una pintora española que desarrolló la mayor parte de su vida y obra en Egipto.

## Biografía
Era hija de Jaume Casas, natural de Gerona y de Dolors Cuscoy, de Sant Esteve d'en Bas (La Garrocha). Tuvo dos hermanas menores: Teresa, que también pintaba y había sido alumna de Vicente Huedo,  y Paquita. Durante su niñez sufrió una osteomielitis que la hizo permanecer en casa largas temporadas, durante las cuales se despertó su interés por el arte.
De 1948 a 1950 inició su formación con Joan Orihuel, como otras artistas gerundenses de la misma época: Emília Xargai y Montserrat Llonch.
A principios de 1950 obtuvo una beca de la Diputación de Gerona que le permitió continuar sus estudios de pintura, dibujo y grabado en la Real Academia de Bellas Artes de San Fernando de Madrid. Cinco años más tarde pudo continuar su formación en la misma escuela hasta que 1957 ganó otra beca para ir a Egipto. Pero este viaje quedó frustrado por conflictos en el Canal de Suez. Mientras, organizó un curso de grabado en la Escuela de Bellas Artes de Olot donde también impartió clases y expuso en la Sala Armengol.
Después de una estancia en París y en Dinamarca, entre 1958 y 1959, en 1960 obtuvo el premio Nacional Fin de Carrera al mejor expediente de las Escuelas de Bellas Artes, y el Ministerio de Asuntos Exteriores le concedió otra beca para ir a Egipto a realizar estudios sobre arte faraónico, que esta vez sí pudo aprovechar. Gracias a otra beca de la Escuela de Bellas Artes de Damasco tuvo la oportunidad de pintar y exponer en Siria.
En Egipto conoció a un profesor de la Facultad de Bellas Artes de El Cairo, Abbas Shohdy, de quien fue alumna y con el que se casó en 1960. Tuvo un hijo, Omar Abbas Chodhy Casas, que es arquitecto y vive en Egipto.
En 2001 enviudó y se volvió a instalar durante unos años en Gerona.
Murió en El Cairo el 24 de julio de 2019.

## Obra
De formación académica clásica, su estilo pulcro y organizado fue evolucionando hacia un lenguaje más luminoso y expresivo. De su obra destacan retratos, paisajes y escenas de la vida cotidiana.
En Egipto se integró en el grupo de pintores egipcios El Marsam con quienes expuso en El Cairo en varias ocasiones y también participó en diversas bienales internacionales en Alejandría, Damasco, Bagdad, Marruecos, Madrid y en la exposición de Arte Contemporáneo Egipcio en Hong Kong.
En 1965 expuso en Gerona conjuntamente con su marido, Abbas Shohdy, en las Salas Municipales de la Rambla.

### Exposiciones individuales
- 1954 Escuela Superior de Bellas Artes de San Fernando de Madrid.
- 1955 Centro Cultural Segoviano de Madrid.
- 1955 Galería Cascorro de Madrid.
- 1958 Sala Cráter de Arte de Olot.
- 1960 Museo de Arte Moderno de El Cairo.
- 1961 Centro Cultural Árabe de Damasco.
- 1965 Sala Municipal de Gerona.
- 1965 Galerías Artes Guich de Palafrugell.
- 1971 Museo de Bellas artes de Alejandría.
- 1975 Galería La Gàbia de Gerona.
- 1976 Galería Armengol de Olot.
- 1976 Centro Cultural por la Cooperación Internacional de El Cairo.
- 1978 Centro Cultural Español de El Cairo.
- 1979 Sala Anita Politano-Steckel de El Cairo.
- 1982 Sala Anita Politano-Steckel de El Cairo.
- 1988 Centro Cultural Español de El Cairo.
- 1992 Centro Nacional de Arte de El Cairo.
- 1992 Galería Akhenaton 2 de El Cairo
- 1993 Centro Cultural Español de Alejandría.
- 1995 Centro Cultural Español de El Cairo.

En 2003 realizó una exposición retrospectiva a Las Bernardes de Salt (Gerona)
Tiene obra en el Museo de Calcografía Nacional de la Real Academia de San Fernando de Madrid, en el Museo de Arte Contemporáneo de El Cairo, en el de la Facultad de Bellas Artes de Alejandría y en el Museo Nacional de Arte de Damasco. También tiene 32 obras en el fondo del Museo de Arte de Gerona.